# Melipotis contorta
Melipotis contorta är en fjärilsart som beskrevs av Achille Guenée 1852. Melipotis contorta ingår i släktet Melipotis och familjen nattflyn. Inga underarter finns listade i Catalogue of Life.